# 伊姆蘭·阿巴斯
伊姆蘭·阿巴斯·納克維（1982年10月15日—）是巴基斯坦男演員及模特兒，主要出現在巴基斯坦電視連續劇和电影。他是巴基斯坦片酬最高的男演員之一。
他較為知名的電視劇包括：《Meri Zaat Zarra-e-Benishan》、《Khuda Aur Muhabbat》、《Mera Naam Yousuf Hai》和《Tum Kon Piya》等。
巴基斯坦以外，阿巴斯亦出現在印度寶萊塢電影，包括《Jaanisaar》及《Ae Dil Hai Mushkil》。

## 外部連結
- 伊姆蘭·阿巴斯在互联网电影资料库（IMDb）上的資料（英文）
- 伊姆蘭·阿巴斯的Instagram帳戶
- 伊姆蘭·阿巴斯的X（前Twitter）